# Chorisoneura taeniata
Chorisoneura taeniata är en kackerlacksart som beskrevs av Henri Saussure och Leo Zehntner 1893. Chorisoneura taeniata ingår i släktet Chorisoneura och familjen småkackerlackor. Inga underarter finns listade i Catalogue of Life.